# Estación de Cáceres
Estación de Cáceres vasútállomás Spanyolországban, Cáceres településen. Kiterjedt középtávú- és távolsági vasúti szolgáltatásokkal rendelkezik, ezenkívül logisztikai funkciókat is ellát. 2018-ban 160 584 utas fordult meg az állomáson.

## Forgalom

### Távolsági
Az állomást nagyrészt elkerüli a távolsági forgalom, egyedüli távolsági járat a Madrid-Huelva és a Madrid-Badajoz között közlekedő Intercity járatok.
| Járat MD | Vonatnem           | Kiindulási állomás                       | Végállomás     |
| -------- | ------------------ | ---------------------------------------- | -------------- |
|          | Intercity          | Madrid-Atocha Cercanías                  | Huelva Zafra   |
|          | Intercity          | Madrid-Chamartín Madrid-Atocha Cercanías | Badajoz        |
| 52       | MD Regional Exprés | Madrid-Atocha Cercanías                  | Mérida Cáceres |

## Vasútvonalak
Az állomást az alábbi vasútvonalak érintik:
- Madrid–Valencia de Alcántara-vasútvonal
- Aljucén–Cáceres-vasútvonal

## Kapcsolódó állomások
A vasútállomáshoz az alábbi állomások vannak a legközelebb:

## Képek

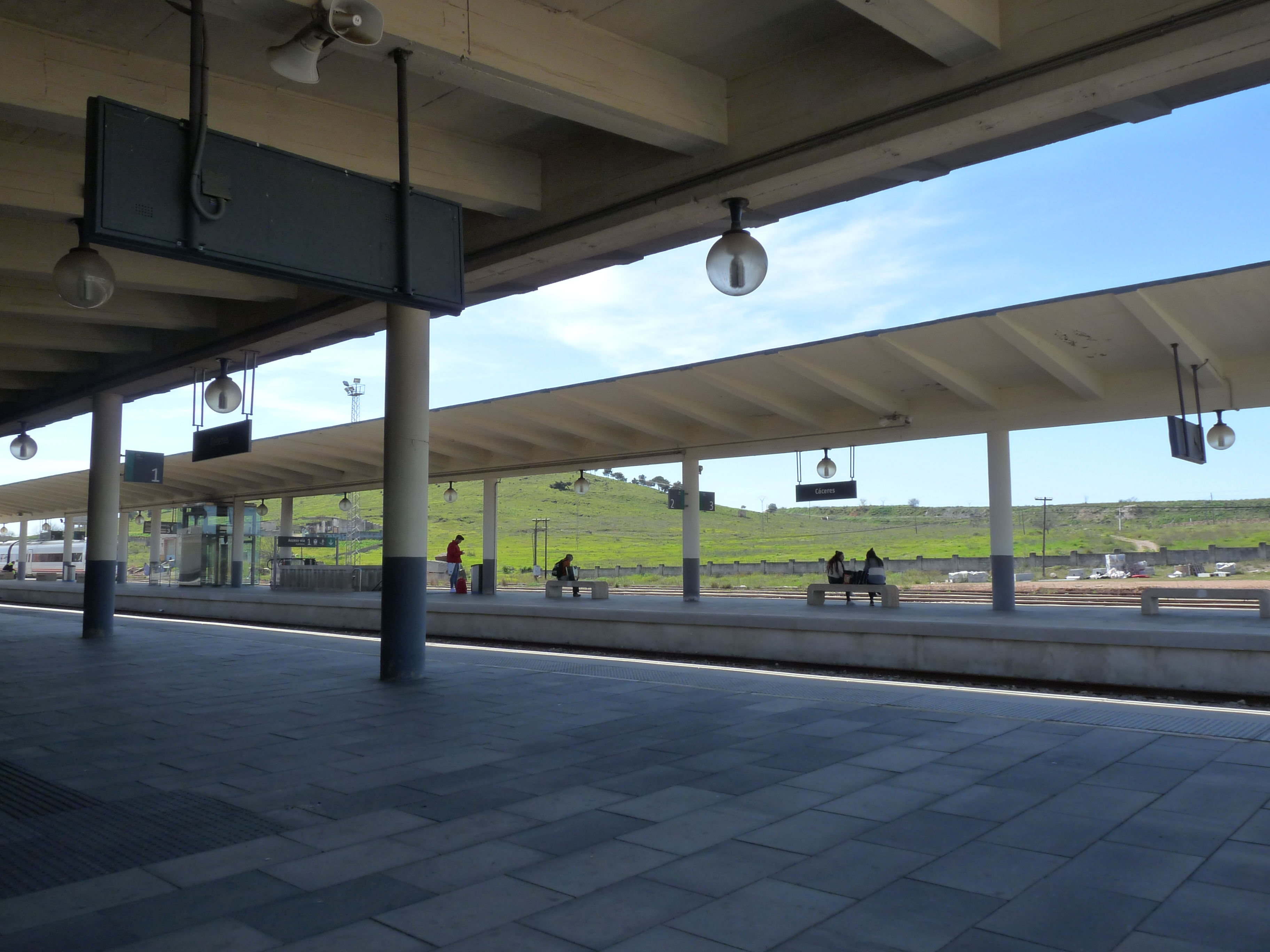
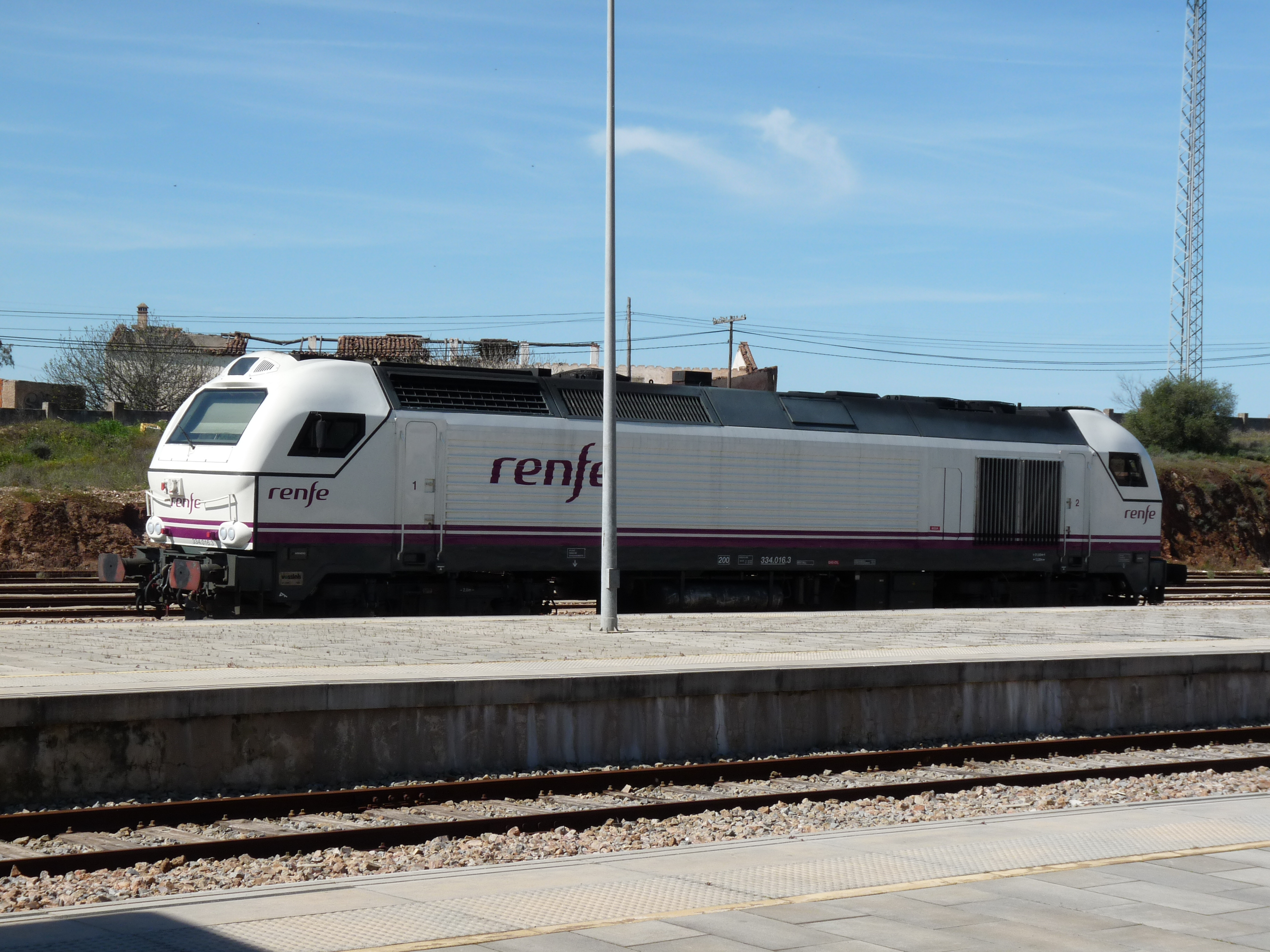
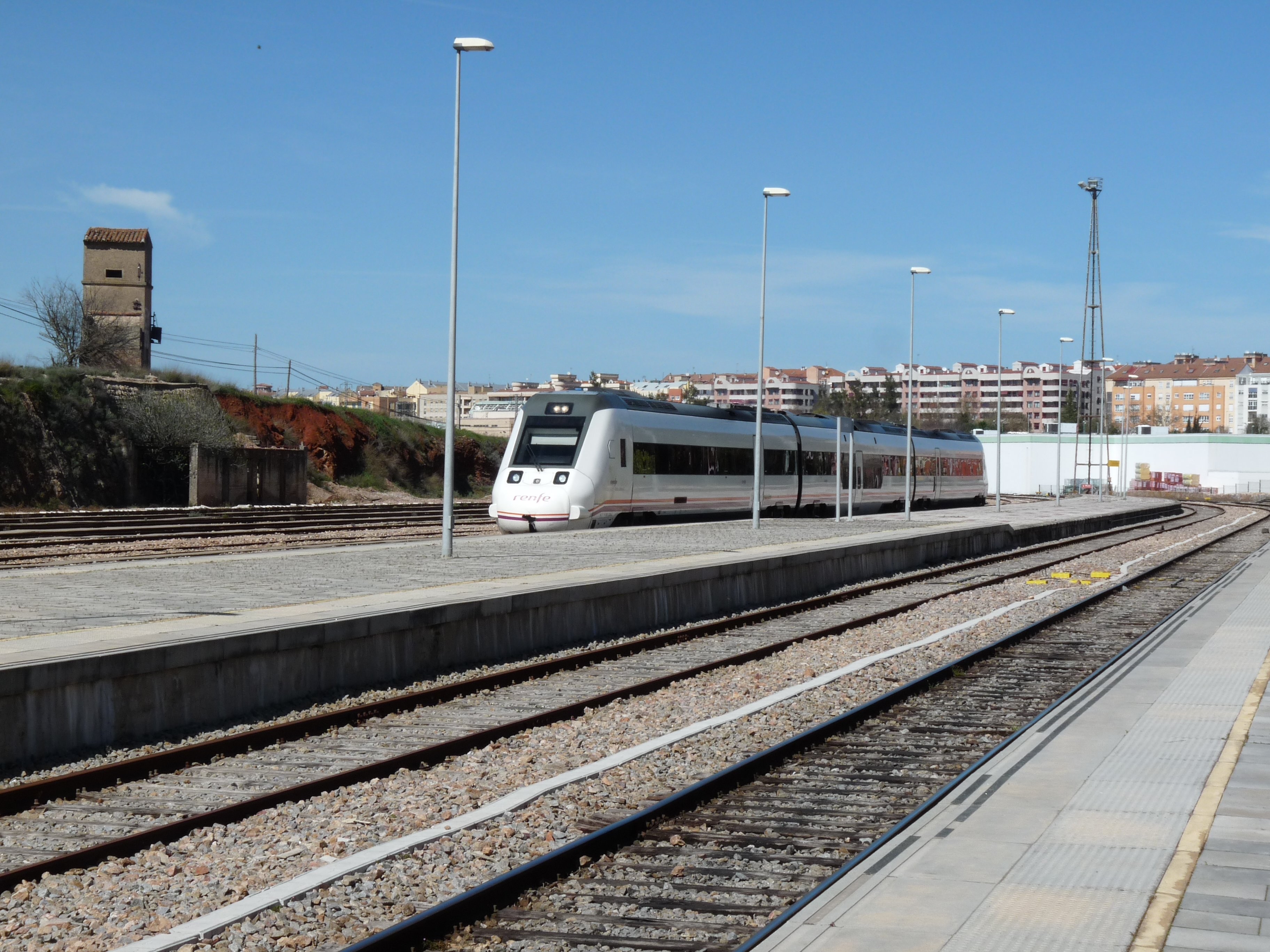
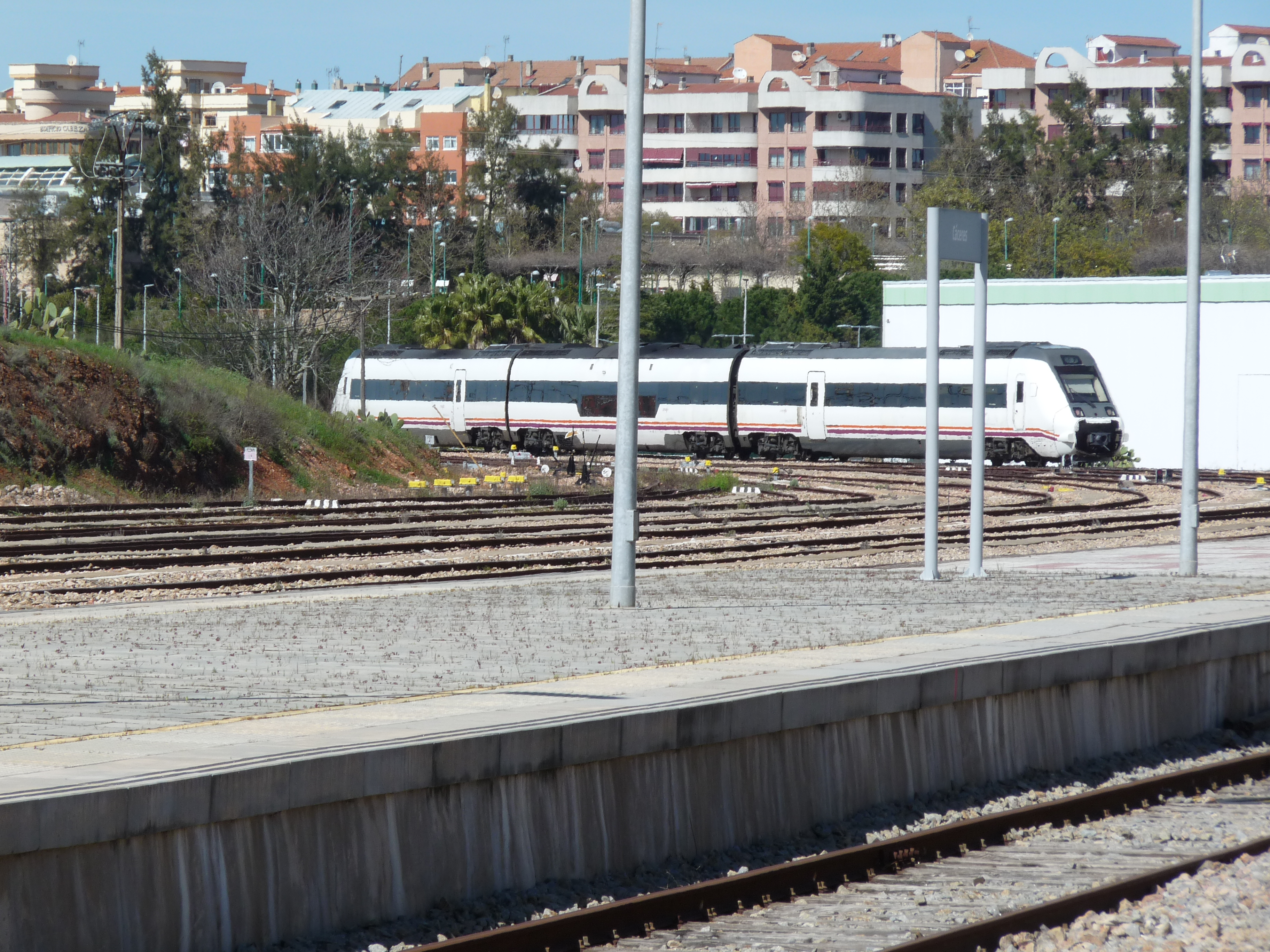
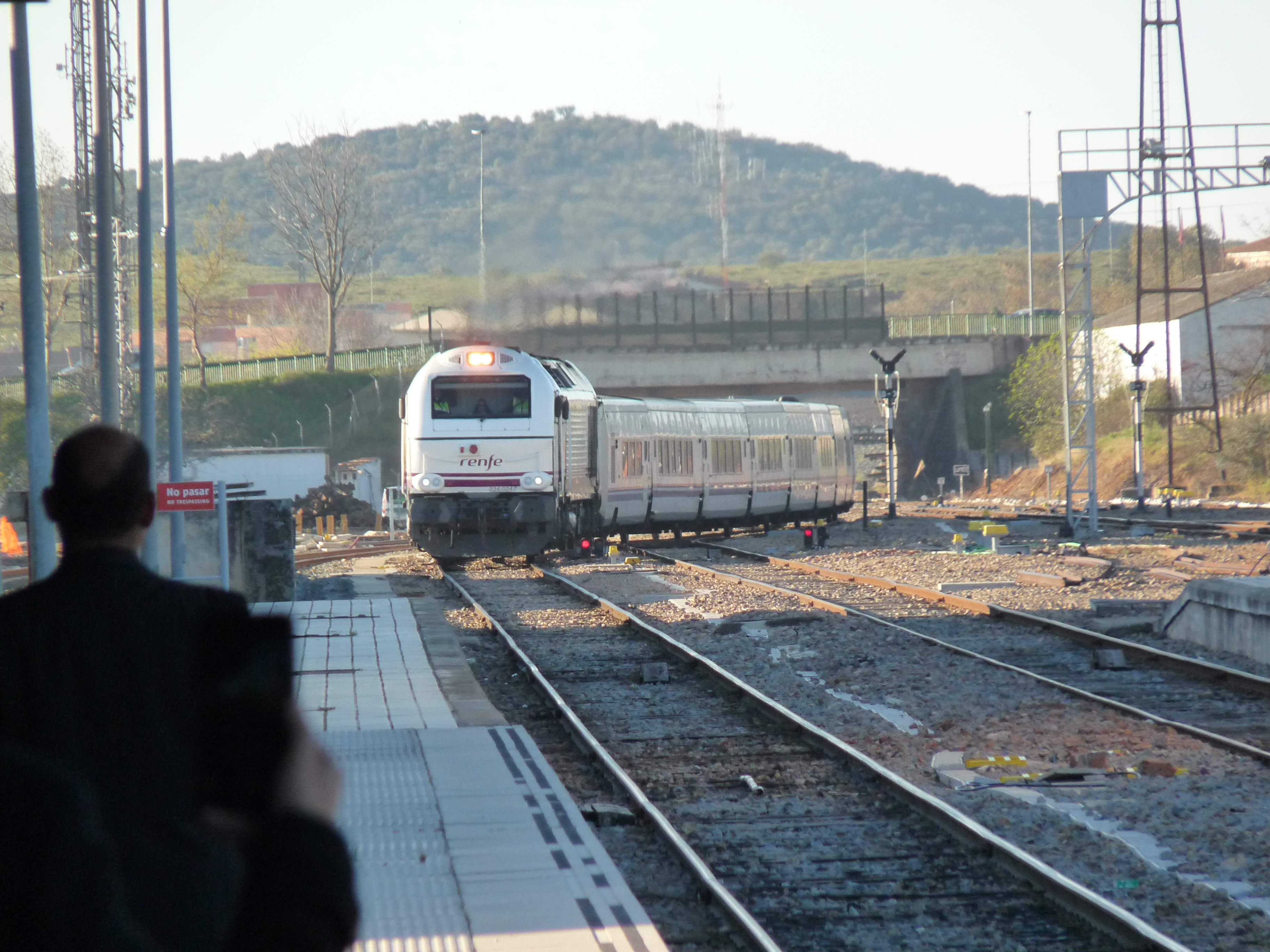
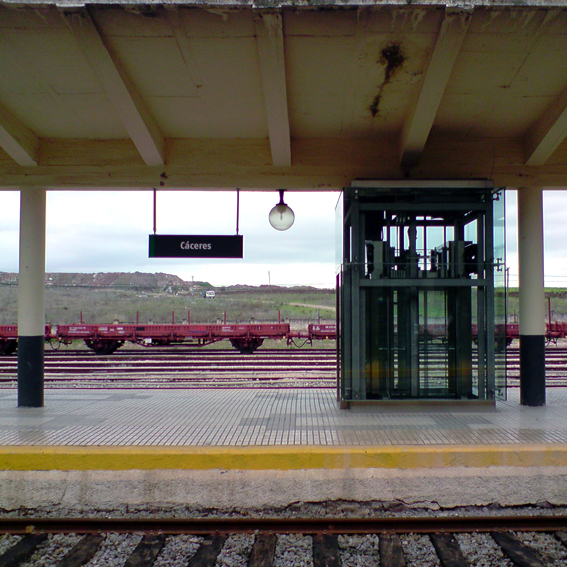
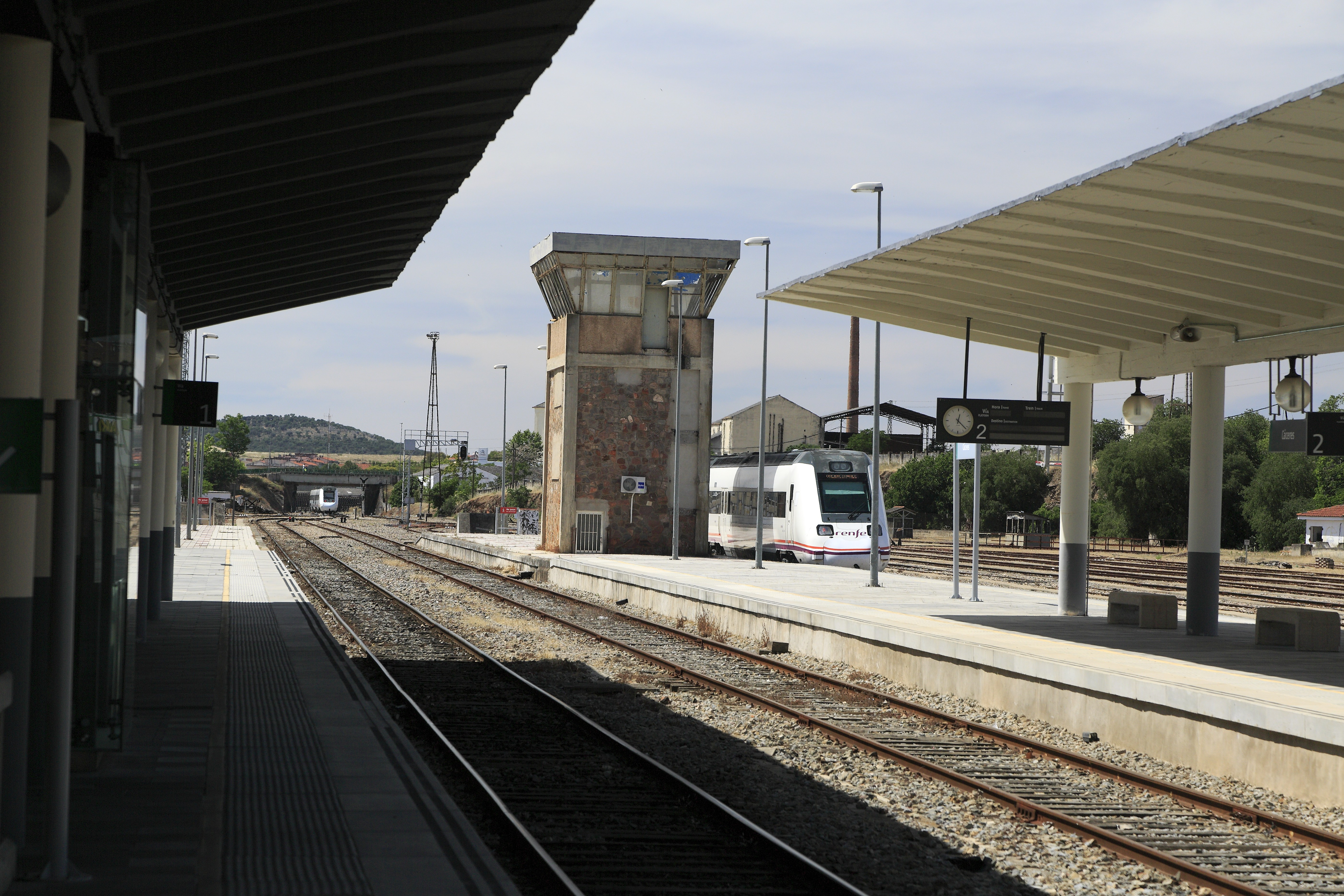
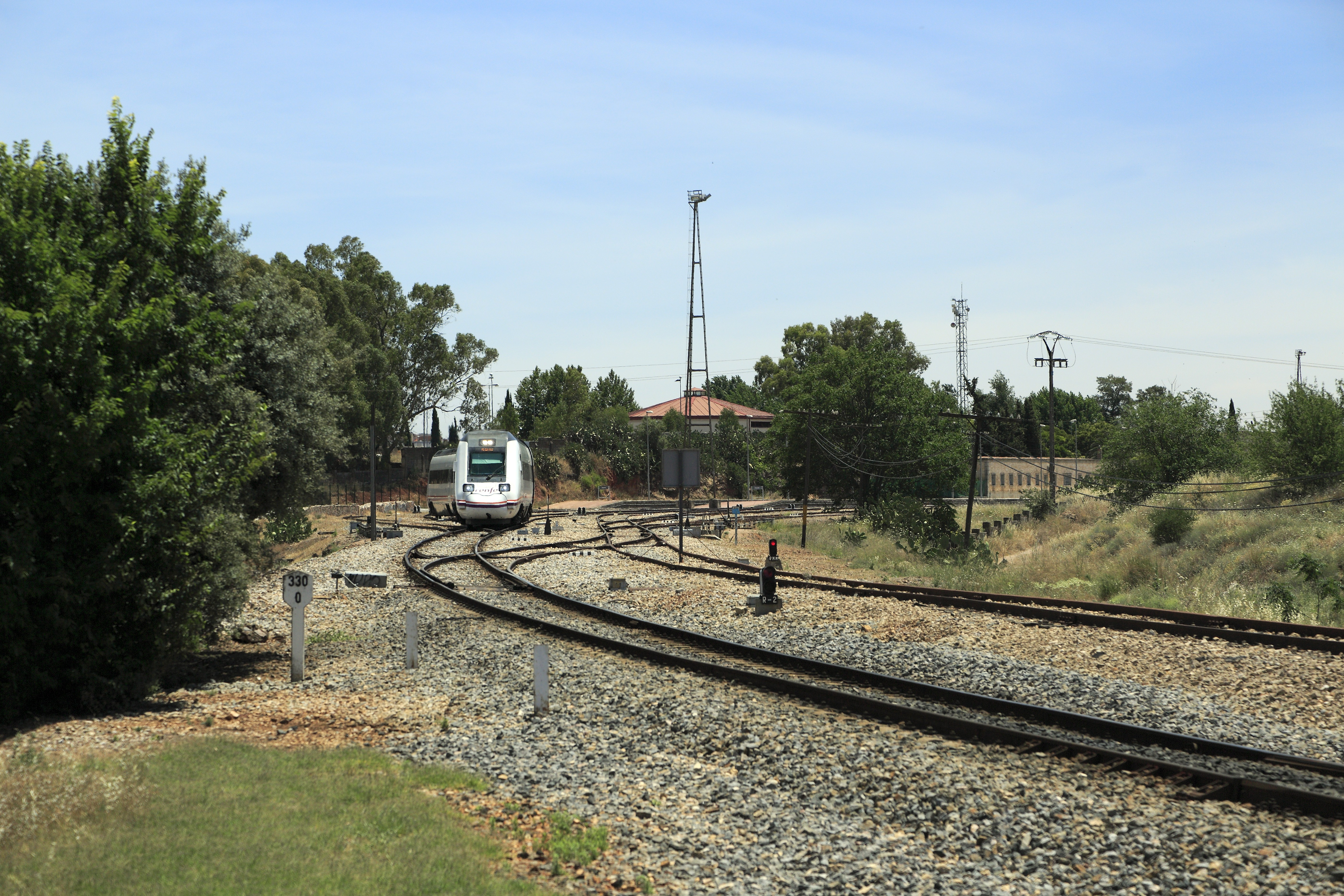
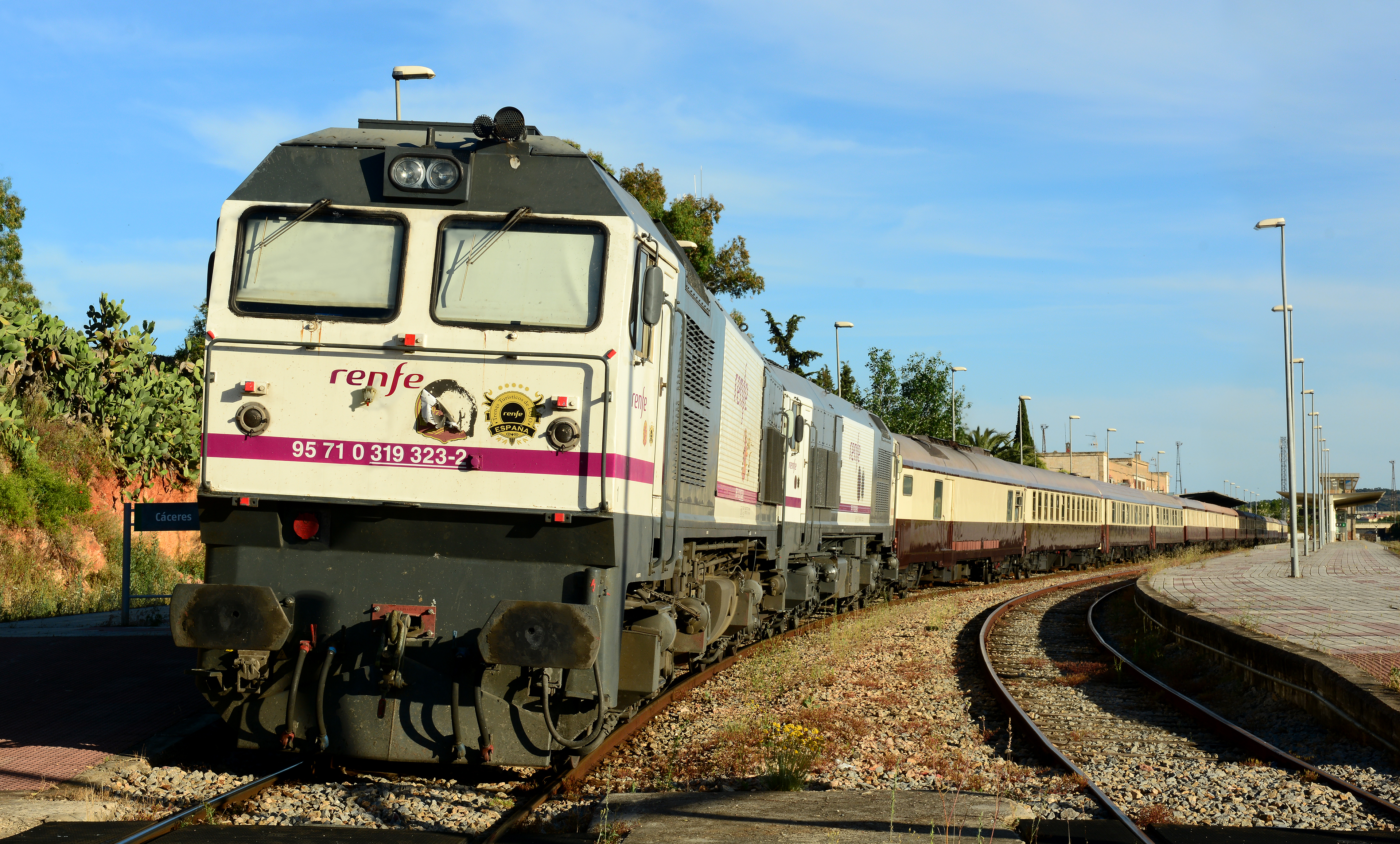